# 吉野周太郎 (10代)
10代 吉野 周太郎（よしの しゅうたろう、1871年5月30日〈明治4年4月12日〉 - 1937年〈昭和12年〉5月22日）は、明治から昭和初期の農業経営者、実業家、政治家。貴族院多額納税者議員。旧姓は伊藤、幼名は要三。福島経済界の「巨人」と称された。

## 経歴
陸奥国白河郡、後の福島県西白河郡白河町（現白河市）で素封家・伊藤善右衛門の三男として生まれ、1888年（明治21年）7月、信夫郡八島田村（信夫郡野田村、吾妻町を経て現:福島市八島田）の9代吉野周太郎の婿養子となる。1911年（明治44年）8月、養父の死去に伴い家督を継承し、同年11月、10代周太郎を襲名した。
養父の築いた多額の財産により、福島第六銀行頭取、第百七銀行頭取、福島銀行頭取、武蔵野銀行頭取、岩代銀行頭取、福島電灯社長、夏井川水電取締役会長、福島羽二重取締役会長、福島県購買組合連合会理事長、同県信用組合連合会理事長などを務めた。
1925年（大正14年）9月29日、貴族院多額納税者議員に任じられた。昭和金融恐慌、世界恐慌により財産を失い、貴族院議員を1928年（昭和3年）10月27日に辞職した。手形濫発事件で同年11月2日、福島地方裁判所から懲役2年6月の実刑判決。これにより従七位返上を命じられ、勲六等及び大礼記念章を褫奪された。

## 親族
- 妻 吉野トミ（養父の長女）[5]
- 二女 堀切美寿（堀切善兵衛の妻）[5]